# Вільяльба-дель-Алькор
Вільяльба-дель-Алькор (ісп. Villalba del Alcor) — муніципалітет в Іспанії, у складі автономної спільноти Андалусія, у провінції Уельва. Населення — 3465 осіб (2010).
Муніципалітет розташований на відстані близько 410 км на південний захід від Мадрида, 45 км на схід від Уельви.

## Демографія
Динаміка населення (INE ):